# Duje Pejković
Duje Pejković (Rijeka, Croacia; 19 de mayo de 1998) es un waterpolista croataque actualmente juega por el club VK Jadran Split.